# Capitão Wagner
Wagner Sousa Gomes, também conhecido como Capitão Wagner, (São Paulo, 21 de janeiro de 1979) é um capitão da Reserva da Polícia Militar do Estado do Ceará e político brasileiro filiado ao União Brasil (UNIÃO). É esposo da deputada federal Dayany Bittencourt (UNIÃO) e foi deputado federal pelo Ceará entre 2019 e 2023.
Líder dos trabalhadores em segurança pública do Ceará, ele se notabilizou por liderar um motim da Polícia Militar do Ceará em 2011, no qual gerou insegurança a população e trouxe caos para a cidade de Fortaleza com uma quarentena forçada. Na ocasião, trocou insultos com o então governador Cid Gomes e seu irmão Ciro Gomes.

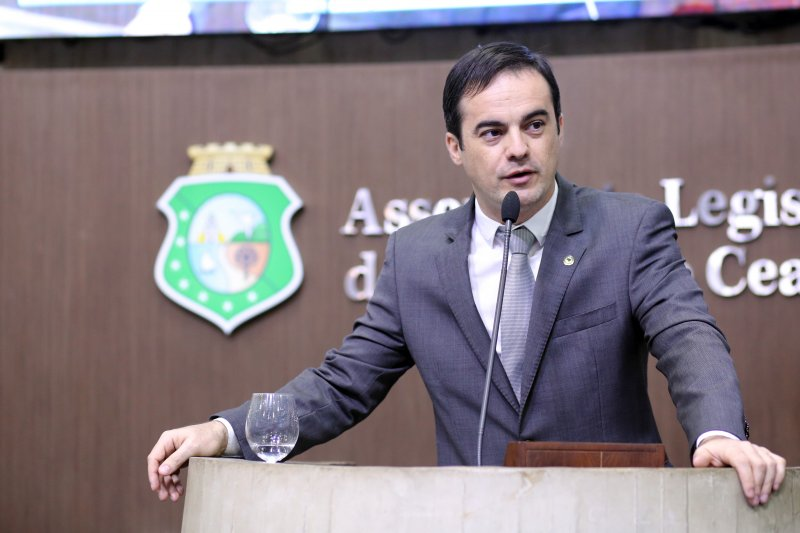
Capitão Wagner discursando na Assembleia Legislativa do Ceará.

Foi o vereador municipal mais votado de Fortaleza em 2012 e o deputado estadual mais votado do Ceará em 2014. Candidato a prefeito na eleição municipal de Fortaleza em 2016 e levou a disputa para o 2º turno. Ao final o prefeito Roberto Cláudio (PDT) foi reeleito.
Foi o Secretário Municipal de Saúde de Maracanaú de fevereiro de 2023 a fevereiro de 2024.
Em 2024, foi candidato à Prefeitura Municipal de Fortaleza pelo partido União Brasil, ficando em quarto lugar com 159.426 votos, atrás do então prefeito José Sarto (PDT), que não conseguiu a reeleição e terminou em terceiro lugar.

## Carreira
Filho de cearenses que migraram para São Paulo em busca de melhores oportunidades, Wagner Sousa Gomes nasceu em São Paulo, no distrito de Santo Amaro, e quando criança se mudou para Fortaleza. Em 2009, obteve o primeiro lugar em um concurso da Polícia Rodoviária Federal. Assumido o cargo de Bacharel em Segurança Pública, Wagner foi o líder do movimento de paralisação da Polícia Militar e Bombeiros no Ceará, no fim de 2011 e 2012.
Em 2009, filiou-se ao Partido da Liberal (PL). Concorreu em 2010 a Deputado Estadual, tendo obtido 28.818 votos, ficando na suplência de Fernanda Pessoa. Assumiu o cargo em setembro de 2011, quando foi para a reserva remunerada proporcional da PMCE, em razão de licença da Deputada. Participou da corrida eleitoral para vereador de Fortaleza em 2012, sendo eleito com o maior número de votos. Em 2014 se candidatou a deputado estadual e foi novamente eleito com o maior número de votos. Em entrevista para a Rádio Clube, no dia 16 de março de 2016, anunciou sua candidatura à prefeitura de Fortaleza, que contou com o apoio do Partido da Social Democracia Brasileira (PSDB), do Partido do Movimento Democrático Brasileiro (PMDB) e do Solidariedade e Gaudêncio Lucena como candidato a vice-prefeito.
Em agosto de 2016, em um evento de sua campanha no bairro fortalezense João XXIII, garantiu que sua primeira proposta era armar e treinar a Guarda Municipal. Porém recebeu críticas de sua adversária, Luizianne Lins (PT), afirmando que seria “coisa de gente desesperada”.
No mesmo mês, em 23 de agosto, foi apreendido material irregular de campanha no comitê do candidato, em um prédio no bairro Dionísio Torres. A apreensão ocorreu pois o espaço do candidato a vice nos panfletos desrespeitava o tamanho mínimo, que seria de 30%. Wagner corria o risco de pagar uma multa de R$5.000,00  por desrespeitar a Lei Eleitoral. Entretanto, no dia seguinte a Justiça Eleitoral determinou que o material apreendido fosse devolvido ao comitê do candidato.
Na eleição municipal de Fortaleza em 2016, Capitão Wagner obteve 400 802 votos, (31,15%), levando a disputa da prefeitura de Fortaleza para o 2º turno com Roberto Cláudio (PDT). Foi derrotado no 2º turno, obtendo 588 451 votos contra 678 847 votos de Roberto Cláudio.
Em 2018, Capitão Wagner filiou-se ao Partido Republicano da Ordem Social (PROS).
Nas eleições estaduais no Ceará em 2018, foi eleito o deputado federal mais votado do Ceará com mais de 300 mil votos.
Acusado de liderar o motim dos policiais em 2020 no Ceará, Wagner apresentou um projeto de lei na Câmara dos Deputados a fim de anistiar os agentes de segurança envolvidos na paralisação. O projeto foi rejeitado pelo presidente da Câmara Rodrigo Maia.
Na eleição municipal de Fortaleza em 2020, Capitão Wagner foi candidato a prefeito. No segundo turno, obteve 624.892 votos (48,31%), sendo derrotado por José Sarto (PDT), que obteve 668.652 votos (51,69%).
Nas eleições estaduais no Ceará em 2022, foi candidato ao governo do Estado pelo União Brasil. Foi derrotado em primeiro turno pelo candidato Elmano de Freitas (PT), obtendo apenas 1.649.213 votos (31,72%).
Em 2 de fevereiro de 2023, foi nomeado pelo prefeito Roberto Pessoa (UNIÃO) para assumir a chefia da Secretaria de Saúde de Maracanaú.

## Histórico Eleitoral
| Ano  | Eleição                | Partido | Cargo             | Votos     | %                 | Resultado  | Ref    |
| ---- | ---------------------- | ------- | ----------------- | --------- | ----------------- | ---------- | ------ |
| 2010 | Estadual do Ceará      | PR      | Deputado Estadual | 28.818    | 0,71%             | Suplente   | [ 32 ] |
| 2012 | Municipal de Fortaleza | PR      | Vereador          | 43.655    | 3,49%             | Eleito     | [ 33 ] |
| 2014 | Estadual do Ceará      | PR      | Deputado Estadual | 194.239   | 4,36%             | Eleito     | [ 34 ] |
| 2016 | Municipal de Fortaleza | PR      | Prefeito          | 400.802   | 31,15% (1º Turno) | Não eleito | [ 35 ] |
| 2016 | Municipal de Fortaleza | PR      | Prefeito          | 588.451   | 46,43% (2º Turno) |            | [ 35 ] |
| 2018 | Estadual do Ceará      | PROS    | Deputado Federal  | 303.593   | 6,61%             | Eleito     | [ 36 ] |
| 2020 | Municipal de Fortaleza | PROS    | Prefeito          | 426.803   | 33,32% (1º Turno) | Não eleito | [ 37 ] |
| 2020 | Municipal de Fortaleza | PROS    | Prefeito          | 624.892   | 48,31% (2º Turno) |            | [ 37 ] |
| 2022 | Estadual do Ceará      | UNIÃO   | Governador        | 1.649.213 | 31,72%            | Não eleito | [ 38 ] |
| 2024 | Municipal de Fortaleza | UNIÃO   | Prefeito          | 159.426   | 11,40%            | Não eleito | [ 39 ] |